# Avery Brooks
Pour les articles homonymes, voir Brooks.
Avery Franklin Brooks, né le 2 octobre 1948, est un acteur américain, réalisateur, chanteur et enseignant. Il est surtout connu pour ses rôles à la télévision comme Benjamin Sisko sur Star Trek: Deep Space Nine, Hawk dans Spenser: For Hire et la suite A Man Called Hawk, ainsi que comme Bob Sweeney dans le film American History X nommé aux Oscars. Il est professeur titulaire au département de théâtre de l'université Rutgers où il enseigne depuis 1976.

## Biographie

### Sa jeunesse
Avery Brooks est né à Evansville, Indiana, le fils d'Eva Lydia (née Crawford), cheffe de chœur et instructrice de musique, et Samuel Brooks, un dirigeant syndical et un travailleur d'outils et de matrices. Son grand-père maternel, Samuel Travis Crawford, était aussi un chanteur. Quand Avery avait huit ans, sa famille a déménagé à Gary, Indiana, après que son père ait été licencié d'International Harvester. Brooks a dit : "Je suis né à Evansville ... mais c'est Gary, Indiana qui m'a fait." 
La maison des Brooks était remplie de musique. Sa mère, qui était parmi les premières femmes afro-américaines à obtenir une maîtrise en musique à la Northwestern University, enseignait la musique partout où la famille vivait. Son père était dans la chorale Wings over Jordan, se produisant à la radio CBS de 1937 à 1947. Son oncle maternel Samuel Travis Crawford était un membre des Delta Rhythm Boys. "La musique est tout autour de moi et en moi, comme je suis dedans", a déclaré Brooks.
Avery Brooks a fréquenté l'université de l'Indiana et le collège Oberlin. Il a ensuite complété son B.A., plus un M.F.A. de l'Université Rutgers en 1976, devenant le premier Afro-Américain à recevoir une maîtrise en interprétation et en direction de Rutgers

### Premières armes à la télévision
En 1985, Brooks a assumé le rôle de «Hawk» pour la série de détectives à la télévision du réseau ABC Spenser: For Hire, basé sur la série mystère publiée par Robert Parker. Hawk est devenu un personnage populaire et, après trois saisons, Brooks en 1989 a reçu sa propre série dérivée de courte durée, A Man Called Hawk.
Brooks a dit de son rôle en tant que Hawk : "Je ne me suis jamais considéré comme l'acolyte ... Je n'ai jamais été du côté de quoi que ce soit, j'ai juste supposé que j'étais égal."
Brooks est retourné jouer Hawk dans quatre films télévisés : Spenser: Cérémonie, Spenser: Rois pâles et Princes, Spenser: La chèvre de Judas et Spenser: Un endroit sauvage.

### Star Trek Benjamin Sisko
Avery Brooks est surtout connu dans la culture populaire pour son rôle de commandant et plus tard capitaine Benjamin Sisko sur la série télévisée de science-fiction syndiquée Star Trek: Deep Space Nine, qui a duré sept saisons de 1993 à 1999.
Brooks a remporté le rôle du commandant Benjamin Sisko en battant 100 autres acteurs de tous les milieux raciaux pour devenir le premier capitaine afro-américain à diriger une série Star Trek. En décrochant le rôle, Brooks est également devenu le premier acteur masculin afro-américain dans un rôle de premier plan dans un drame de télévision de première diffusion depuis que Clarence Williams III a joué le rôle de détective de police Linc Hayes dans l'iconique ABC "hippie" policière, The Mod Squad de 1968 à 1973. Brooks est le deuxième acteur de l'histoire de la télévision américaine à réussir cet exploit depuis Bill Cosby qui avait joué avec Robert Culp dans la série d'espionnage I, Spy pour le réseau NBC de 1965 à 1968. Avery Brooks a également réalisé neuf épisodes de la série Deep Space Nine, dont Far Beyond The Stars, un épisode centré sur l'injustice raciale.
Le producteur de la série Ronald D. Moore a dit de Brooks :
"Avery, comme son personnage (Sisko), est un homme très complexe. Il n'est pas un acteur exigeant ou guidé par l'égo, mais plutôt un homme réfléchi et intelligent qui a parfois un aperçu du personnage auquel personne d'autre n'a pensé. Il a également été poliment infaillible et un homme chic dans toutes mes relations avec lui".

### Autres rôles
En 1984, Brooks a reçu des éloges critiques pour son rôle dans la production américaine Half Play sur le réseau PBS de Half Slave, Half Free dirigé par Gordon Parks, d'après le roman Odyssey de Solomon Northup. L'histoire raconte la vie de Solomon Northup, un homme libre de New York enlevé et vendu en esclavage en 1841 et détenu jusqu'en 1853, quand il a retrouvé sa liberté avec l'aide de sa famille et de ses amis. Il a été adapté à partir des mémoires de Northrup, Twelve Years a Slave en 1853.
Brooks est apparu dans l'adaptation cinématographique de 1985 de Finnegan Begin Again. En 1987, il joue le rôle d'Oncle Tom dans la production Showtime. Un troisième projet qui a permis à Brooks de mettre en lumière l'histoire des Afro-Américains a été sa performance dans le téléfilm Roots: The Gift en 1988, qui mettait en vedette ses acolytes de Star Trek, LeVar Burton, Kate Mulgrew et Tim Russ.
En 1998, il est apparu dans le film American History X, dans lequel joue également une autre actrice de Star Trek, Jennifer Lien. Il a également joué le rôle de Paris dans le film de 1998 The Big Hit.
Dans des films d'animation, il a fourni la voix du roi Maximus dans Happily Ever After, un conte de fées pour chaque enfant, ainsi que Nokkar dans un épisode de Gargoyles de Disney.
En 2001, Brooks a été la voix off et est apparu dans une série de publicités IBM pour son unité d'affaires de logiciel.

## Autres travaux

### Enseignement et travail culturel
Brooks a enseigné au Oberlin College et à la Case Western Reserve University. Diplômé du Livingston College et de la Mason Gross School of Arts à l'Université Rutgers, il a accepté un poste en 1976 en tant que professeur agrégé d'arts de la scène avec Mason Gross et a depuis été promu professeur titulaire.
De 1993 à 1996, Brooks a été directeur artistique du National Black Arts Festival en association avec l'Université Rutgers. Tenu chaque année depuis 1988 à Atlanta, en Géorgie, ce festival de renommée internationale célèbre la culture afro-américaine et les personnes d'ascendance africaine. En outre, Brooks a fait un travail considérable avec le programme de la Smithsonian Institution dans Black American Culture.

### La musique
Chanteur baryton profond, Brooks a joué sur scène avec Butch Morris, Lester Bowie et Jon Hendricks. Il a également enregistré un album avec le saxophoniste James Spaulding en hommage à Duke Ellington. Brooks a eu le rôle principal dans l'opéra X: The Life and Times of Malcolm X d'Anthony Davis. En outre, il a joué au festival de Paris Banlieues Bleues en 2005. Dans son rôle du capitaine Benjamin Sisko, il a aussi exécuté l'air de Frank Sinatra The Best Is Yet to Come à la fin de l'épisode Deep Space Nine Badda-Bing Badda-Bang en duo avec James Darren.
En 2009, Brooks sort son premier album, Here, un album de reprises jazz et blues ainsi que des créations orales.

### Théâtre
Brooks a été acclamé par la critique dans la pièce Paul Robeson de Phillip Hayes Dean. Il y dépeint la vie du célèbre chanteur, acteur et activiste des droits civiques dans un drame biographique unique, acclamé par la critique. Il a joué ce rôle depuis 1982 au Westwood Playhouse de Los Angeles, au Kennedy Center de Washington, D.C., et au Longacre Theatre de Broadway. Il a également décrit Robeson dans Are You Now or Have You Ever Been, à la fois sur et hors Broadway.
Les premiers crédits de Brooks incluent The Offering, A Photograph, A Study of Cruelty et Are You Now or Have You Ever Been dans les années 1970. Il a commencé à être reconnu après sa participation au Spell n ° 7 du "Public/Anspache Theatre" à New York en 1979. Il a ensuite joué dans "Othello" au "Folger Shakespeare Festival" en 1985 et Fences au "Repertory Theatre" de St. Louis, Missouri en 1990. Il a repris le rôle d'Othello au "Washington Shakespeare Theatre'" en 1990-1991.
Brooks est apparu dans le rôle-titre de The Oedipus Plays, une production qui a voyagé au "Festival d'Athènes" 2003 en Grèce. Il est également apparu dans le rôle-titre du Roi Lear au "Théâtre de Repertoire" de Yale. En 2005, Brooks a de nouveau joué le rôle d'Othello, cette fois à la "Shakespeare Theatre Company" dans une production dirigée par le célèbre Michael Kahn. Brooks était l'un des 15 acteurs de la "Shakespeare Theatre Company" à Washington à avoir reçu le prix "William Shakespeare" du théâtre classique en 2007. Il est retourné à la "Shakespeare Theatre Company" à l'automne 2007 pour jouer le rôle-titre dans Tamburlaine de Christopher Marlowe.
En 2008, Brooks est retourné à "Oberlin College" pour jouer le rôle principal dans une production mixte de Death of a Salesman d'Arthur Miller.
Une fois de plus, Avery Brooks a joué le rôle-titre de Paul Robeson au "Shakespeare Theatre" du 24 au 27 mars 2011.

### Films
Brooks a joué le Dr Bob Sweeney dans American History X aux côtés d'Edward Norton. Il a également joué le rôle principal de Paris dans The Big Hit, avec Mark Wahlberg. Son dernier rôle dans un film a été en 2001 en tant que détective Leon Jackson dans 15 minutes, dans lequel ont également joué Robert De Niro et Edward Burns.

### Documentaires
Brooks a également accueilli plusieurs documentaires et a servi de narrateur dans des films comme le projet IMAX Africa Elephant Kingdom. Ses autres films documentaires incluent la narration pour A Passion for Faith (l'histoire des catholiques noirs en Amérique), Eyes on the Prize (dédié à la chanteuse légendaire Marian Anderson), Walking with Dinosaurs, Jésus: l'histoire complète, Land of the Mammoth: Ancient Evidence , The Ballad of Big Al, The Science of Big Al, Savage Sun, Ingeneering the Impossible (The Colosseum), Greatest Places and Echoes from the White House, God VS Satan et Jewels of the Rift (sur les cycles de vie du poisson cichlidé africain dans le lac Tanganyika).
En mai 2007, Brooks a enregistré la narration du documentaire The Better Hour, qui traite de la vie de William Wilberforce, l'homme qui a mené la campagne pour la fin de l'esclavage au Royaume-Uni à la fin du 18e et au début du 19e siècle.
Il a également fourni la narration pour la série BBC Walking with Dinosaurs de la BBC lorsqu'elle a été diffusée en Amérique du Nord sur Discovery Channel. Sa voix profonde et autoritaire commandait l'attention du spectateur; Brooks a pu profiter de ses années de formation en tant que chanteur d'opéra et de sa vaste expérience avec les acteurs de la compagnie Shakespeare pour non seulement engager le spectateur, mais utiliser ses capacités vocales pour souligner les événements comme on le voit dans le documentaire.
En 2009, Brooks a raconté un documentaire spécial pour la chaîne National Geographic, intitulé Drain the Ocean. En utilisant l'animation de CGI, National Geographic a retiré l'eau des océans et a exploré le fond de l'océan et sa vaste géographie. Dans un mode similaire, "Les plus grands secrets de la Bible" (2013) a tenté de réconcilier les histoires dans la Bible avec de nouveaux conseils archéologiques récemment trouvés. Brooks a servi de narrateur sur la série.
En 2011, Brooks a été interviewé par William Shatner dans le documentaire The Captains sur la série des Star Trek depuis sa création par Gene Roddenberry. Le film a été écrit et réalisé par Shatner et présente le capitaine original de Star Trek, James T. Kirk, interviewant tous les autres acteurs qui ont interprété un capitaine récurrent, sur lequel la franchise de science-fiction était encore basée. Brooks a également servi de superviseur musical pour le projet.
En 2013, Brooks a commencé à raconter la série chrétienne "Les plus grands secrets de la Bible".

### Projets ultérieurs
Brooks a fait partie du jury d'un festival célébrant le travail de Ntozake Shange au "New Federal Theatre" le 11 février 2007. Brooks a dirigé les Boogie Woogie Landscapes de Shange au "Centre John F. Kennedy" pour les arts du spectacle ainsi que dans le West End de Londres.
En 2006, Trekweb et TrekToday ont annoncé qu'Avery Brooks aurait un rôle dans le film Rambo. Brooks lui-même a dit plus tard que ce n'était pas le cas. Il a dit : «J'ai rencontré M. Stallone, il y a plusieurs années - j'ai toujours beaucoup de respect pour lui, mais Rambo n'est pas dans mon avenir.» 
En mars 2007, il a été confirmé que Brooks apparaîtrait dans une nouvelle production de la pièce Tamburlaine de Christopher Marlowe.
Dans le cadre de l'entrée de BBC Audiobooks America sur le marché américain, Brooks a prêté sa voix à un livre audio du roman d'Alex Haley Racines: The Saga of an American Family. C'est la première fois que le roman a reçu une adaptation audio. Brooks lui-même avait joué dans le film de télévision de 1988 basé sur le livre, Roots: The Gift.
Avery a également terminé son travail sur son CD tant attendu. Il contient "une sélection de ballades et de chansons d'amour ... Je parle de mon respect pour mon père, et pour les artistes que j'ai écoutés toute ma vie." 
En août 2008, il a été annoncé que Brooks jouerait Willy Loman dans une nouvelle production de Death of a Salesman d'Arthur Miller.

### Vie privée
Depuis 1976, Brooks a été marié à Vicki Lenora Brooks, une doyenne adjointe à l'université de Rutgers. Le couple a trois enfants maintenant adultes : Ayana, Cabral et Asante et vit à Princeton, New Jersey.

## Filmographie

### Cinéma
- 1987 : Moments Without Proper Names
- 1998 : Big Hit : Paris
- 1998 : American History X : Dr. Bob Sweeney
- 2001 : God Lives Underwater : Fameux Détective Leon Jackson  (Court métrage)
- 2001 : 15 Minutes : Détective Leon Jackson

### Télévision
- 1984 : American Playhouse : Solomon Northup : Épisode : Solomon Northup's Odyssey
- 1985 : Finnegan Begin Again (téléfilm) : Un homme dans le bus
- 1985 –  1988 : Spenser: For Hire : Hawk : 65 episodes
- 1987 : Uncle Tom's Cabin (téléfilm) : Oncle Tom
- 1988 : Roots: The Gift (téléfilm) : Cletus Moyer
- 1989 : A Man Called Hawk (téléfilm) : Hawk : 13 episodes
- 1989 : The Ernest Green Story (en) : Rev. Lawson
- 1993 –  1999 : Star Trek: Deep Space Nine :	Commandeur/Captain Sisko : 173 episodes - Nommé-NAACP Image Award pour acteur exceptionnel dans une série dramatique (1997-98) + Nomination-Saturn Award du meilleur acteur à la télévision
- 1993 : Spenser: Ceremony (téléfilm) : Hawk
- 1994 : Spenser: Pale Kings and Princes (téléfilm) : Hawk
- 1994 : Spenser: The Judas Goat (téléfilm) : Hawk
- 1995 : Spenser: A Savage Place (téléfilm) : Hawk
- 1996 : Gargoyles 	: Nokkar : Épisode : Sentinel
- 1997 : Happily Ever After - Fairy Tales for Every Child : King Maximus : Épisode : The Golden Goose
- 2001 : The Captains (documentaire) : Lui-même